# Metriopelma breyeri
Metriopelma breyeri là một loài nhện trong họ Theraphosidae.
Loài này thuộc chi Metriopelma. Metriopelma breyeri được Lawrence Becker miêu tả năm 1878.